# 卡里亞曼加
4°19′12″S 79°33′36″W / 4.32000°S 79.56000°W
卡里亞曼加（西班牙語：Cariamanga），是厄瓜多爾的城鎮，位於該國南部，由洛哈省負責管轄，是卡爾瓦斯縣的首府，始建於1546年4月29日，海拔高度1950米，2010年人口13,311。